# Andorranische Staatsbürgerschaft

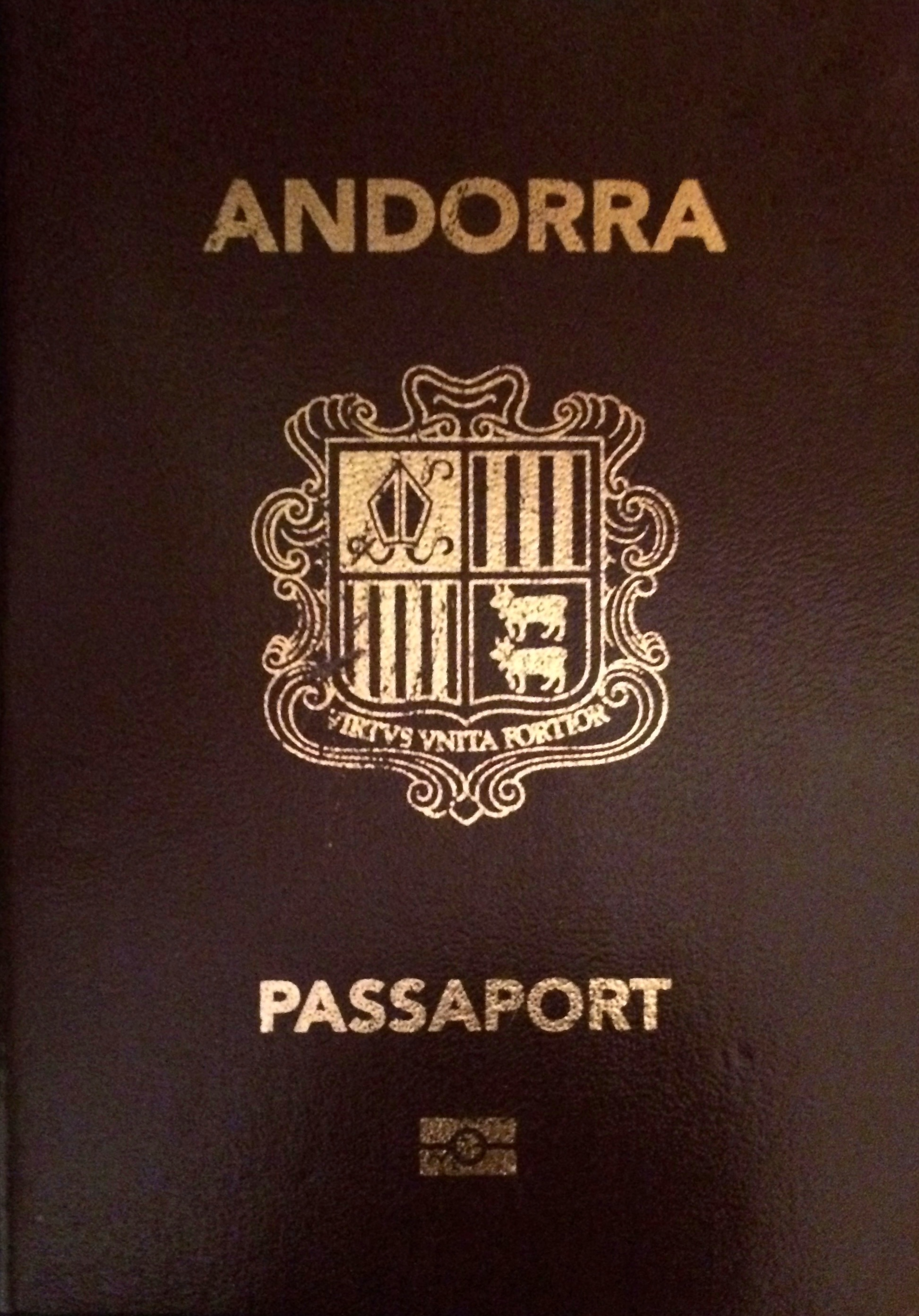
Andorranischer Reisepass. Solche wurden erstmals 1918 ausgegeben, nachdem solches nach dem Ersten Weltkrieg international üblich wurde.

Die andorranische Staatsangehörigkeit folgt streng dem Prinzip von ius sanguinis.

## Historisches
Andorra war seit dem Mittelalter teilsouverän unter der feudalen Oberherrschaft des Bischofs von Urgell und dem französischen Staatsoberhaupt als Rechtsnachfolger des Grafen von Foix. Deren Befugnisse übten für Andorra stellvertretend ein Pro-Generalvikar bzw. der Präfekt des Département Pyrénées-Orientales aus. Über Einbürgerungen entschieden die Co-Prinzen, nach 1775 der Generalrat oder der Rat einer der Gemeinden. Intern war das Ländchen seit 1866 mit republikanischer Verfassung selbstverwaltend.
Durch Abstammung wurde jedes Kind eines andorranischen Vaters ab Geburt Staatsangehöriger.
Eheschließung
Wer als ausländischer Mann die Erbin eines eigenständigen andorranischen Haushalts (pubilla, „Majoratsherrin“) heiratete, nach Ritus der katholischen Kirche, erwarb das Bürgerrecht automatisch. Jedoch nicht wegen der Verheiratung, sondern weil er dadurch Grundherr wurde und so eine Gemeindebürgerschaft erwarb (vencidad).
Heiratete eine Ausländerin (dona estarngera) einen Andorraner, hatte sie vor einem Notar zu erklären, ob sie ihre bisherige Staatsangehörigkeit behalten oder die des Mannes annehmen wollte. Heiratete eine Andorranerin, ohne pubilla zu sein, einen Ausländer, hatte sie bei einem Notar zu erklären, die andorranische Staatsangehörigkeit behalten zu wollen. Die Erklärung war in beiden Fällen innerhalb eines Jahres (später: sechs Monaten) nach der Hochzeit an die Verwaltung (sindicatura) zu leiten, andernfalls trat automatischer Staatsangehörigkeitsverlust ein.
Ab 1970 hatte eine einheiratende Ausländerin das Recht, auch dann die andorranische Staatsangehörigkeit ihres Mannes anzunehmen, selbst wenn er nur ein Eingebürgerter war.
Einbürgerung
Jeder Staatsbürger-Aspirant wurde von einer einheimischen Kommission geprüft, ob er ein Mann mit „ehrbarem Lebenswandel, anständigen Sitten und genügend Geld“ sei. Allerdings konnte aus der Gemeinde Einspruch erhoben werden, selbst wegen der schon verstorbenen Vorfahren. Die gesetzliche Regelung, die dieses traditionelle Verfahren regularisierte, erfolgte erstmals 1939. Bei Heirat eines Ausländers  mit einer Pubilla durfte er nach dreijähriger Ehe die Einbürgerung beantragen, wenn er seine bisherige Staatsangehörigkeit aufgab. Jede Einbürgerung musste ab 1941 auch von den Repräsentanten der Co-Prinzen genehmigt werden. Das Wahlrecht der Neubürger war eingeschränkt. 
Es galt, dass Söhne aus Mischehen mit ausländischem Vater, falls jener zwanzig Jahre durchgehend im Lande gelebt hatte, eingebürgert werden konnten, sofern sie sich wie erwähnt in den Augen der zivilen und geistigen Autoritäten exemplarisch geführt hatten. Seit 1958 galt das auch, wenn der Sohn eine Nicht-Pubilla geheiratet hatte.
Ab 1958, 1970 modifiziert wurden die ehelichen Kinder eines ausländischen Vaters mit einer andorranischen Mutter, die keine pubilla war – aber ihre andorranische Staatsangehörigkeit nach den Regeln von 1939 behalten hatte – ebenso wie die hier in zweiter Generation geborenen Andorraner. Dies unter der Voraussetzung, dass sie und die Eltern durchgehend in den Tälern gewohnt hatten. Volljährig Gewordene haben mit 21 Jahren sechs Monate die Option vor einem Notar zu erklären, dass sie die ausländische, über den Vater vererbte Staatsangehörigkeit behalten wollten.
Seit 1. Januar 1975 besteht die Möglichkeit eine Einbürgerung nach 30, später verkürzt auf 20 Jahren Aufenthalt zu beantragen. Ausreichende Integration wird geprüft. Auch vor dem Stichtag im Lande geborene Ausländerkinder konnten nun eingebürgert werden.

## Nach 1993
Erst durch die Verkündung der Verfassung 1993 wurde aus dem Lehnstaat ein Völkerrechtssubjekt im Sinne des modernen Verständnisses. Jeder Kofürst von Andorra ist seit der Verfassungsreform durch einen persönlichen Repräsentanten vertreten. Diese und gewisse Amtsträger wurden ex lege eingebürgert.

### Anforderungen und Qualifikationen
Die gesetzliche Grundlage bildet weiterhin das häufig geänderte Llei qualificada de la nacionalitat verkündet 1939. Hierdurch wurde das Gewohnheitsrecht (coutumes) kodifiziert. In Zweifelsfällen entschieden bis 1992 die Repräsentanten der Co-Fürsten.

#### Durch Geburt oder Abstammung
Alle Kinder von andorranischen Staatsbürgern, die selbst in Andorra geboren worden waren, haben ein Recht auf die andorranische Staatsangehörigkeit unabhängig von dem Ort der Geburt. Weiterhin:
- Findelkinder (ggf. widerrufbar wenn eine fremde Staatsbürgerschaft festgestellt wird)
- Im Lande geboren mit mindestens einem andorranischen Elternteil.
- Im Ausland geborene Kinder, die einen andorranischen Elternteil haben. 2007 ausgeweitet auf ausländische Adoptivkinder.
- Seit 2007: Enkel[10] von Andorranern, wenn sie 15 Jahre wieder im Lande leben.

Traditionell gab erst der ständige Aufenthalt in dritter Generation Nachfahren von Zugewanderten die Staatsangehörigkeit ab Geburt, sofern sein Vater und Großvater als „würdig“ gesehen wurden.
Kinder von im Lande lebenden Ausländern werden seit 1985 Staatsbürger auf Widerruf ab Geburt. Sie und ihre Eltern müssen bis zur Volljährigkeit, jetzt 18 Jahre, durchgehend in den Tälern wohnen bleiben.
Dies wurde ausgeweitet: Sofern das Kind in Andorra geboren wurde und mindestens ein Elternteil auch in Andorra geboren wurde, oder bereits 10 Jahre dort gelebt hat sowie eine permanente Aufenthaltsgenehmigung besitzt, hat es ein Recht auf die andorranische Staatsangehörigkeit. Sie haben bei Erreichen der Volljährigkeit innerhalb sechs Monaten die Möglichkeit gegen Andorra zu optieren.

#### Durch Einbürgerung
- Im Ausland geborene Kinder, die einen andorranischen Elternteil haben, der selbst im Ausland geboren worden war.
- Von Andorranern adoptierte Minderjährige [bis 1995 und seit 2007: sofern unter 14 Jahre alt].
- Ehepartner eines andorranischen Bürgers nach drei Jahren Wohnsitz im Lande – sei es vor oder nach der Eheschließung.[12] Seit 2007 ist Integration nachzuweisen. (Die Einführung der Homo-Ehe wurde 2020 abgelehnt.)

Die andorranische Staatsangehörigkeit ist ansonsten verhältnismäßig schwer zu erhalten. Der Einzubürgernde muss seit mindestens zehn Jahren in Andorra leben und einen Großteil seiner Ausbildungszeit in Andorra verbracht haben. Sofern der Einzubürgernde seine Ausbildung im Ausland erhalten hat, erhöht sich der Zeitraum auf 20 Jahre. Des Weiteren muss der Einzubürgernde einer fünfköpfigen Kommission (Comissió de la Nacionalitat) beweisen können, dass er sich gut in die andorranische Gemeinschaft integriert hat. Ernsthaft Vorbestrafte sind seit 2007 von der Einbürgerung, auch als Ehepartner, prinzipiell ausgeschlossen. Die Anträge prüft im Vorfeld der Servei de Passaports.
Fristen zählen erst ab Erteilung einer Aufenthaltserlaubnis (residencia). Hierbei wird unterschieden zwischen „aktiver“ zur Arbeitsaufnahme und „passiver“ bei ausreichendem Vermögen/Auslandseinkommen, für die es eine Quote gibt. Dabei muss man nachweisbar mindestens das halbe Jahr im Lande sein.
Das andorranische Gesetz verbietet die doppelte Staatsangehörigkeit strikt.
Auch muss derjenige seine andere(n) Staatsangehörigkeiten abgeben, bevor er die andorranische annimmt. Minderjährige unverheiratete Kinder werden automatisch mit eingebürgert, sofern sie im Lande wohnen. Bei Falschangaben im Antrag ist Rückabwicklung möglich. Einbürgerungen werden im Staatsanzeiger bekannt gemacht. Staatsbürgerverzeichnisse sind das Registre de Nacionalitat, Registre de Passaports und der Cens Nacional.
Die Consell General können durch Beschluss mit Zwei-Drittel-Mehrheit die Staatsbürgerschaft an verdiente Personen ehrenhalber verleihen. Eine solche ist ohne politische Rechte und wird nicht an Ehepartner oder Kinder weitergegeben.

### Verlust der Staatsangehörigkeit
Da das andorranische Gesetz die doppelte Staatsangehörigkeit verbietet, verliert man die andorranische automatisch, sofern man die eines anderen Landes freiwillig annimmt oder ungenehmigt in eine fremde Wehrmacht eintritt oder ein ausländisches öffentliches politisches Amt bekleidet.
Wer nach den Bestimmungen von 1977 oder 1985 eingebürgert worden war und nicht zehn Jahre im Lande wohnen blieb, verlor seine Staatsangehörigkeit. Personen, die aus irgendwelchen Gründen eine weitere Staatsangehörigkeit (beibehalten) hatten, wurde durch Gesetz 1995 aufgegeben, dass sie sich aktiv um deren Aufgabe bemühen müssen. Tun sie das nicht, kann die Regierung die andorranische Staatsbürgerschaft entziehen.
Die Wiederaufnahme der Staatsangehörigkeit ist auf Antrag möglich für
- Frauen, die sie durch Eheschließung mit einem Ausländer verloren haben.
- Volljährig gewordene innerhalb eines Jahres, falls sie durch Adoption oder Legitimation als Minderjährige ausgeschieden waren.
- Seit 2007: Gewisse hier Geborene, die die durchgehende Wohnsitzerfordernis nicht erfüllt hatten. Nach 15 Jahren wieder im Lande.

Kinder von im Ausland lebenden Andorranern mussten nach den Regeln von 1939 bis 2006 innerhalb eines Monats nach Erreichen der Volljährigkeit ihren Wohnsitz im Lande genommen haben, um nicht ihrer andorranischen Staatsangehörigkeit automatisch verlustig zu gehen.

## Visafreiheit
Andorranische Staatsbürger können sich frei im Schengen-Raum aufhalten. Einige EU-Staaten erleichtern ihnen den längerfristigen Aufenthalt.

## Staatenlose und Flüchtlinge
Bis 2018 gab es keine Gesetze bezüglich der Anerkennung von Flüchtlingen. In den wenigen Fällen wurde von der Verwaltung im Einzelfall entschieden. Beispielsweise gab es 2015 keinen einzigen Antrag auf Asyl. Das neue Gesetz von 2018 sieht vor, dass vorläufiger Schutz für zunächst zwei Jahre gewährt werden kann, oder bis zum Abschluss einer Schulausbildung. Die Zusammenarbeit mit dem UNHCR ist ausdrücklich vorgesehen.
Die im Cens Nacional zu findende Angabe „geboren in Andorra“ bezeichnet diejenigen Kinder von ausländischen Eltern, welche nach dem 1. Januar 1975 bis 1995 hier geboren worden waren, aber nach der damaligen Gesetzeslage deshalb keinen Anspruch auf Staatsangehörigkeit hatten. Etliche dieser Kinder haben nach den Staatsangehörigkeitsregeln des Herkunftslandes ihrer Eltern wegen deren Auslandswohnsitz ggf. keinen Anspruch auf eine fremde Staatsangehörigkeit und sind somit staatenlos.

## Statistik
Die andorranische Bevölkerung ist überschaubar und blieb im 19. Jahrhundert bis in die 1930er konstant um 5.000. Die Volkszählung 1940 fand 3.421 Andorraner, 463 Spanier, 117 Franzosen, 4 Italiener und 115 Flüchtlinge. 1947 lebten 5.385 Personen im Lande, 1970 standen rund 6.000 Andorranern über 18.000 Ausländer gegenüber. 1994 gab es 19.017 andorranische und 45.294 ausländische Bewohner. Die Relation In- und Ausländer von etwa 30:70 % blieb konstant. 2005 gab es 28.251 gegenüber 50.298 Ausländern. Dies sind zum großen Teil Spanier (Katalanen), Franzosen und seit 1980 vermehrt Portugiesen. 2016 waren nur 7,8 % der Einwohner „reine“ Andorraner – also im Lande geboren mit mindestens zwei Generationen andorranischer Vorfahren. Aus dieser kleine Gruppe rekrutiert sich die politische und soziale Elite.